# Pan de limón con semillas de amapola
Pan de limón con semillas de amapola es una película española de 2021 dirigida por Benito Zambrano y protagonizada por Elia Galera y Eva Martín, basada en la novela homónima de 2016 de Cristina Campos.

## Sinopsis
En Valldemosa, un pequeño pueblo del interior de Mallorca, Anna (Eva Martín) y Marina (Elia Galera), dos hermanas que fueron separadas en su adolescencia, se encuentran de nuevo para vender una panadería que han heredado de una misteriosa mujer a la que creen no conocer. Las hermanas son dos mujeres con vidas muy diferentes. Anna apenas ha salido de la isla y sigue casada con un hombre al que ya no ama. Marina viaja por el mundo trabajando como doctora para una ONG. Mientras intentan descubrir los secretos que encierra su enigmática herencia, Anna y Marina tendrán que hacer frente a viejos conflictos familiares e intentar recuperar los años perdidos.

## Reparto
| Intérprete      | Personaje             |
| --------------- | --------------------- |
| Elia Galera     | Marina                |
| Eva Martín      | Anna                  |
| Mariona Pagès   | Anita                 |
| Marilú Marini   | Úrsula                |
| Tommy Schlesser | Mathias               |
| Claudia Faci    | Catalina              |
| Pere Arquillué  | Armando               |
| Nansi Nsue      | Lezna                 |
| Joseph Ewonde   | Kaleb                 |
| Hoji Fortuna    | Mr. Berkele           |
| Ana Gracia      | Sor Teresa            |
| Bella Agossou   | Sor Zelat             |
| Almudena Rey    | Paula                 |
| Natalia Monroy  | Fabiola               |
| Xim Vidal       | Bernat                |
| Caterina Alorda | Joana                 |
| Miquel Gelabert | Vicenç                |
| Carles Molinet  | Ginecólogo            |
| Assun Planas    | Doctora Fernández     |
| Jaume Fuster    | Julio                 |
| Eva Barceló     | Berta                 |
| Suadu Sene Faye | Joven Madre Africana  |
| Phillip Rogers  | Notario               |
| Apolònia Serra  | Enfermera Ginecología |
| Toni Pons Vera  | Técnico Radiólogo     |
| David Harada    | Anestesista África    |
| Fatou Bass      | Enfermera África      |
| Giuseppe Aste   | Abogado Alemán        |
| Luis Dyangani   | Marido Africano       |
| Joe Lewis       |                       |
| Pep Tosar       |                       |

## Producción
En noviembre de 2016 se conoció la noticia de que el director y guionista Benito Zambrano adaptaría la novela «Pan de limón con semillas de amapola» de Cristina Campos a la gran pantalla, cuyos derechos compró Filmax para la producción y distribución. El rodaje comenzó cuatro años más tarde, con Elia Galera y Eva Martín como protagonistas. En septiembre de 2021 se anunció su fecha de estreno en cines (12 de noviembre de 2021), con un preestrenó en el Festival de cine Evolution.